# Eugenia (planta)

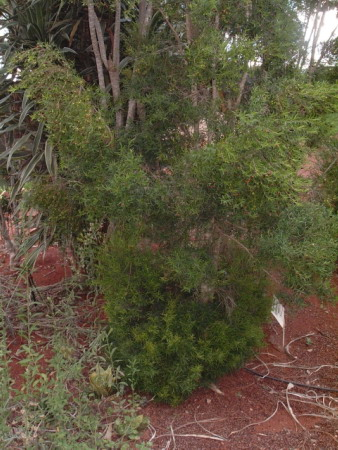
Planta.

Eugenia es un género de plantas con flores perteneciente a la familia Myrtaceae. Se distribuye en regiones tropicales y subtropicales. Existen aproximadamente unas 1000 especies, principalmente en las regiones tropicales de América, los Andes, Oriente de Bolivia Departamento de Santa Cruz, el Caribe, bosques costeros de Brasil. También se pueden encontrar en Nueva Caledonia y Madagascar. Constantemente se están descubriendo nuevas especies de este género. Comprende 3122 especies descritas y de estas, solo 1011 aceptadas.

## Descripción
Son arbustos o árboles pequeños a grandes; crecimiento joven glabro o más comúnmente delgada a densamente cubierto, los pelos simples o 2-braquiales. Hojas opuestas, persistentes (en Mesoamérica, caducas en E. nesiotica), cartáceas a coriáceas, las glándulas conspicuas a inconspicuas en una o en ambas superficies. Inflorescencias axilares o caulifloras, sésiles o racemosas, o las flores solitarias. Flores 4-meras; bractéolas persistentes o caducas en la antesis, separadas o fusionadas y formando un involucro por debajo del botón y la flor; hipanto no prolongado más allá de la punta superior del ovario; cáliz 4-lobado, los lobos dispuestos en 2 pares opuestos iguales a marcadamente desiguales, frecuentemente persistentes en el fruto; pétalos 4, conspicuos; estambres numerosos, las anteras c. 0.5 mm y elipsoidales, o 1.5-3 mm y lineares (en Mesoamérica, E. feijoi y E. magniflora); ovario 2-locular, los óvulos numerosos, rara vez 2. Frutos en bayas; pericarpo delgado o carnoso; semillas 1, rara vez 2 o 3, la cubierta de la semilla membranácea o coriácea (en E. lithosperma , en Mesoamérica, ósea, 1-2 mm de grueso), el embrión eugenioide, los cotiledones, radícula y plúmula fusionados.

## Taxonomía
El género fue descrito por Carlos Linneo y publicado en Species Plantarum 1: 470–471. 1753. La especie tipo es: Eugenia uniflora L.
Etimología
Eugenia : nombre genérico que fue nombrado en honor del príncipe Eugenio de Saboya.

## Especies seleccionadas
- Eugenia aurata
- Eugenia aggregata
- Eugenia alternifolia
- Eugenia atropunctata
- Eugenia axillaris, llamada guairaje y grajo, (regionalmente guairaje macho y guairajillo) en Cuba.[5]
- Eugenia bimarginata
- Eugenia blastantha
- Eugenia brasiliensis
- Eugenia buxifolia
- Eugenia candolleana
- Eugenia capuli
- Eugenia cerasifolia
- Eugenia cervina
- Eugenia confusa
- Eugenia coronata
- Eugenia dysenterica
- Eugenia foetida
- Eugenia greggii, denominada en Cuba y Chile acona[6]
- Eugenia hiemalis
- Eugenia jambosoides, llamada pomarrosa cimarrona en Cuba.[5]
- Eugenia klotzschiana
- Eugenia kuntiana
- Eugenia ligustrina, llamada birijí en Cuba.[5]
- Eugenia lineata, llamada guairage y guairagillo en Cuba.[5]
- Eugenia livida
- Eugenia luschnathiana
- Eugenia malaceenis
- Eugenia monticola
- Eugenia myrtifolia
- Eugenia natalitia
- Eugenia opaca
- Eugenia orbiculata
- Eugenia paniculata
- Eugenia papalensis
- Eugenia pitanga
- Eugenia pluriflora
- Eugenia pseudo-psidium, guayabo bastardo de la Martinica[5]
- Eugenia punicifolia, guayabito de monte[5]
- Eugenia racemulosa
- Eugenia rigidifolia, llamada birigí de hojas menudas en Cuba.[5]
- Eugenia sprengelii
- Eugenia stipitata
- Eugenia supra-axilaris
- Eugenia uniflora
- Eugenia uvalha
- Eugenia xalapensis, reyán de México[5]
- Eugenia zeyheri

## Especies excluidas
- Eugenia caryophyllata v. Syzygium
- Eugenia chequen v. Luma